# 熊田 (長久手市)
熊田（くまだ）は、愛知県長久手市の町名。

## 地理
長久手市の西端に位置する。西から南は名古屋市名東区小井堀町に、東は井堀に、北は作田一丁目および名古屋市名東区照が丘・宝が丘に接する。

### 河川
- 植田川（井堀川）

### 世帯数と人口
2022年（令和4年）3月1日現在の世帯数と人口は以下の通りである。
| 町丁 | 世帯数  | 人口  |
| ---- | ------- | ----- |
| 熊田 | 399世帯 | 859人 |

### 学区
長久手市立市が洞小学校・長久手市立南中学校を通学区域とする。

## 歴史

### 地名の由来
大字長湫の字に由来する。「クマダ」には曲がりくねった田んぼという意味がある。その流れの源にかつて存在した「熊田池」が由来である。

### 沿革
- 1997年（平成9年）7月19日 - 大字長湫字猪ノ湫・猪洞の全域と熊田・下井堀・下小井堀の各一部により成立[1][3]。

## 交通
- 愛知県道60号名古屋長久手線（グリーンロード）[注釈 1]

## 施設
- 猪洞公園
- 東邦ガスネットワーク株式会社 長久手基地

## その他

### 日本郵便
- 郵便番号：480-1144[WEB 2]（集配局：長久手郵便局）